# Mainzer Medienpreis
Der Mainzer Medienpreis, auch Mainzer Medien-Preis, wird jährlich für nachhaltiges mediales Wirken vergeben. Er wurde 2017 anlässlich der 250. „Nachtvorlesung für Jedermann“ in Mainz  von der Universitätsmedizin Mainz gestiftet.

## Auswahl der Preisträger und Preisgestaltung
Als Preisträger benennt das Findungsgremium eine bundesweit bekannte Persönlichkeit des öffentlichen Lebens mit medialer Präsenz. Eine Eingrenzung auf bestimmte Medien besteht nicht. Für das Preisgeld von 4.000 Euro erstellt ein international bekannter Künstler eine Druckgrafik des Preisträgers. Die Art des Druckens (Holzschnitt, Radierung, Siebdruck etc.) steht im Ermessen des Künstlers. 
Im Rahmen der feierlichen Preisübergabe in der letzten Nachtvorlesung vor Weihnachten wird der Druckstock oder die Druckplatte dem Gutenberg-Museum übergeben. Neben den Drucken, die der Preisträger erhält, geht jeweils ein Druck an das Gutenberg-Museum und an die Universitätsmedizin Mainz.

## Preisträger
- 2017: Herbert Bonewitz
- 2018: Jürgen Klopp
- 2019: Gundula Gause
- 2020: Mainzer Hofsänger
- 2021: Gerhard Trabert
- 2022: Annette Ludwig[6]
- 2023: Michael Bermeitinger[7]
- 2024: Markus A. Müller[8]

## Findungsgremium
Das Gremium besteht aus elf Mitgliedern: Karl Otto Armbrüster, Gregor Daschmann, Bernhard Dorweiler, Ulrich Drechsler, Prälat Hans-Jürgen Eberhardt, Dekan Andreas Klodt, Georg Krausch, Peter Krawietz, Annette Ludwig, Christian-Friedrich Vahl und Dorothea van der Koelen.